# Joseph Lancaster
Pour les articles homonymes, voir Lancaster.
Joseph Lancaster, né le 25 novembre 1778 à Londres et mort le 23 octobre 1838 à New York, est un quaker anglais et un pédagogue.

## Biographie
Joseph Lancaster est le fils d'un commerçant de Southwark, à Londres.

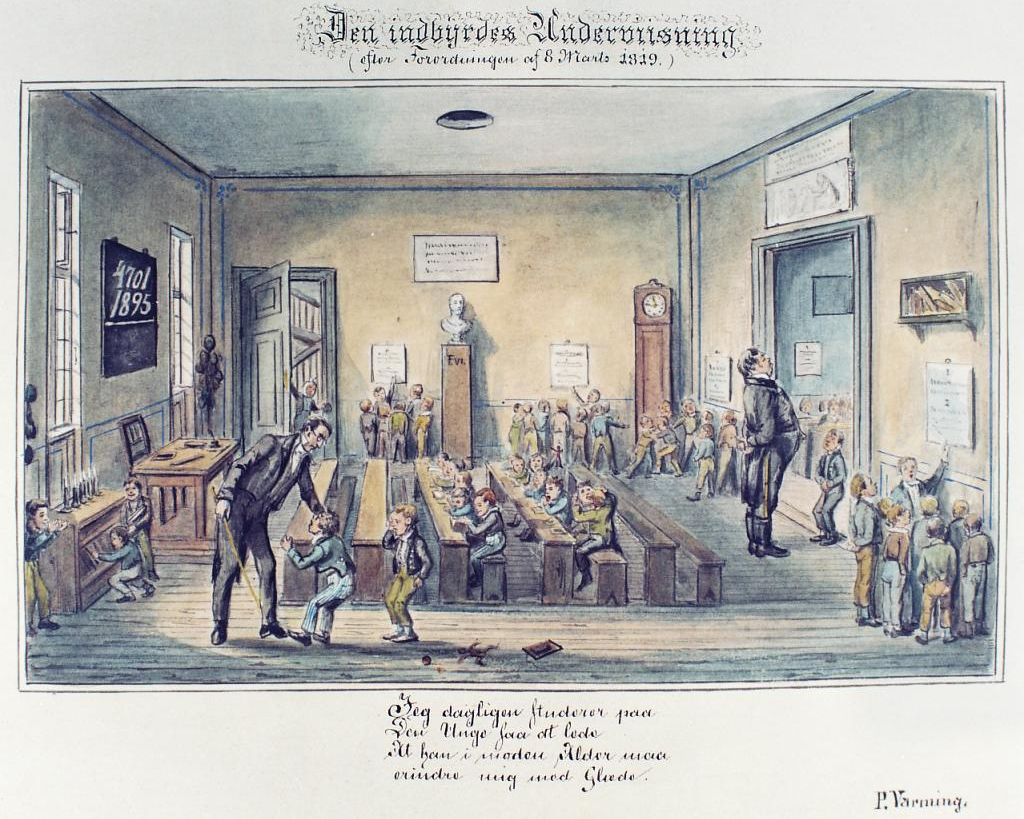
Illustration représentant l'école mutuelle, méthode Bell-Lancaster (par P.C. Klæstrup, avant 1882).

En 1798, il crée une école élémentaire privée destinée aux enfants pauvres, utilisant un modèle pédagogique proche de celui de Andrew Bell de Madras, connu sous le nom d'« École mutuelle ».
Il écrit en 1803 Improvements in Education (améliorations en éducation) et voyage aux États-Unis pour promouvoir ses idées. Au début du XIXe siècle, sa méthode devient très populaire et la Société pour la promotion du système lancastérien pour l'éducation des pauvres est créée en 1808. Cependant les écoles qui suivent ce modèle sont très critiquées concernant la faiblesse des résultats obtenus et la dureté de la discipline. Un scandale éclate quand il s'avère que Lancaster a donné des coups à des jeunes, il est alors expulsé de la Société. Celle-ci se renomme en British and Foreign School Society, puis revient progressivement dans le cadre étatique. 
Joseph Lancaster est mort en 1838 à la suite d'un accident à New York. À ce moment, le mouvement revendiquait entre 1 200 et 1 500 écoles dans le monde.

## Pédagogie

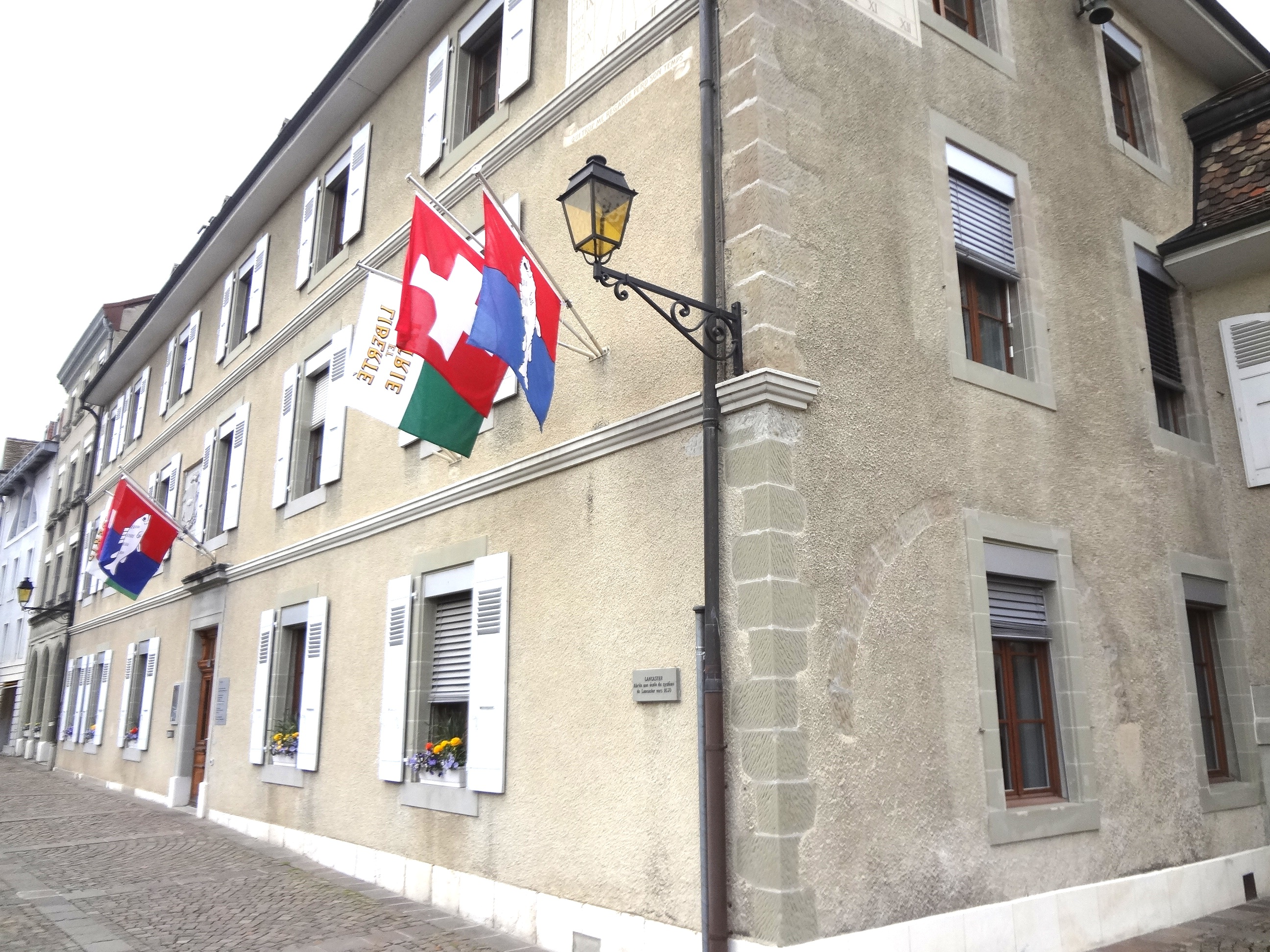
Hôtel de Ville de Nyon, ancienne école Lancaster vers 1830

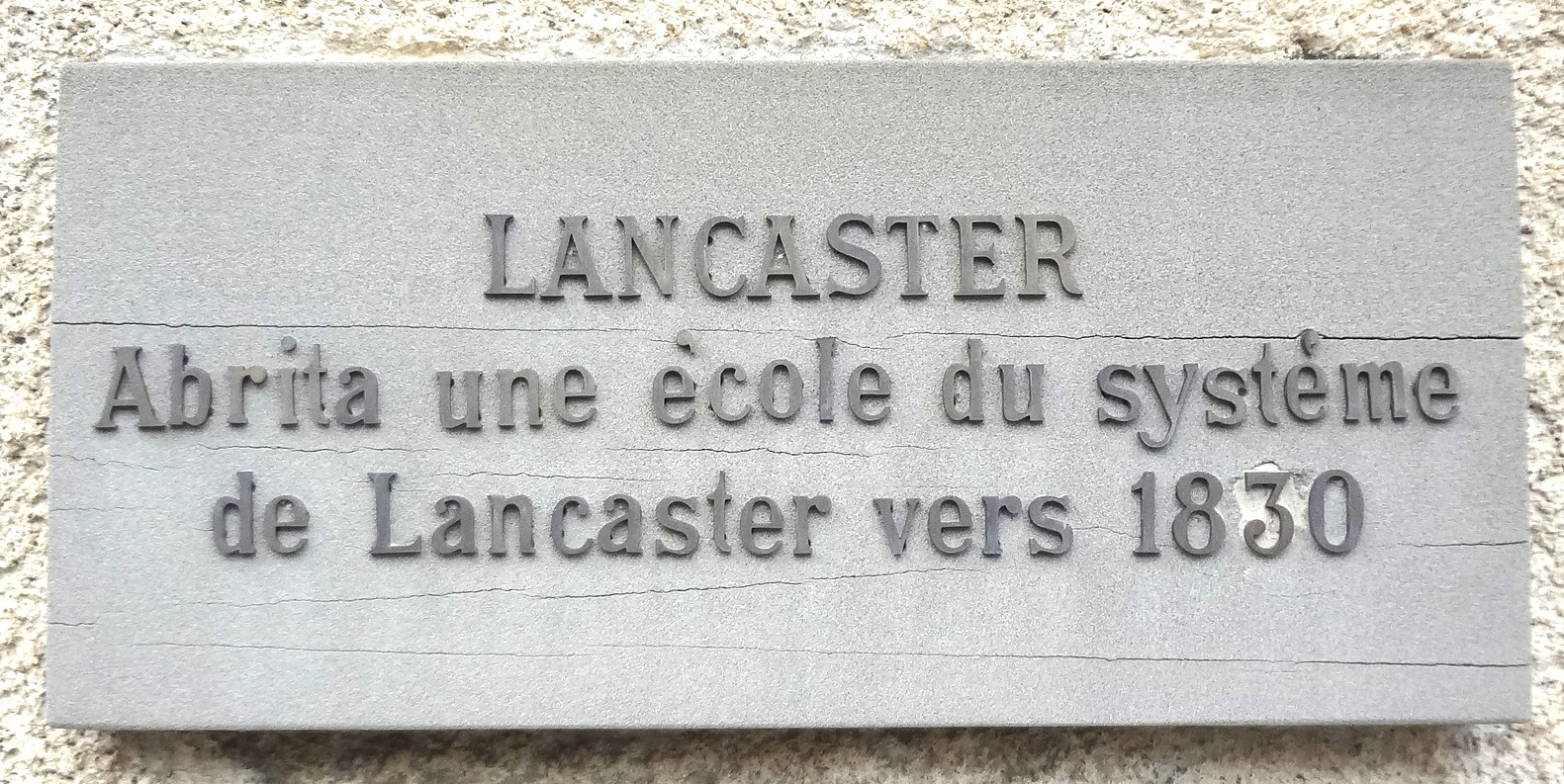
Plaque sur l'Hôtel de Ville de Nyon

La pédagogie des écoles lancastériennes est basée sur l'enseignement donné par les élèves les plus avancés aux plus jeunes. Méthode connue aujourd'hui sous le nom de « Lernen durch Lehren » (apprendre en enseignant, anglais Learning by teaching). Le manque d'enseignants et de moyens financiers semblent être les principales motivations qui ont conduit à ce choix pédagogique.
Des écoles lancastériennes ont existé non seulement en Angleterre, mais aussi aux États-Unis et au Canada, à Nyon en Suisse, ainsi qu'en Amérique latine au Venezuela, en Colombie, en Équateur, au Pérou et surtout en Haïti où depuis Sa Majesté Le Roi Henry Ier d'Haïti, ce système a été adopté. Par la suite, toutes les lois sur l'éducation en Haïti jusqu'à 1986 mentionnèrent explicitement le système lancastérien. La loi du 30 décembre 1849 en donna le ton.

## Œuvres
Ses principaux écrits ont connu de nombreuses rééditions.
En anglais
- Improvements in Education, Londres, 1803. [texte intégral (page consultée le 13 novembre 2008)]
- The British System of Education (…), Londres, 1805. [texte intégral (page consultée le 13 novembre 2008)]
- Epitome of the Chief Events and Transactions of my own Life, New Haven, 1833.

Traductions
- Méthode lancastérienne, ou système d'éducation britannique (…), Bruxelles, 1816. [texte intégral (page consultée le 13 novembre 2008)]

### Sources
- (en) Cet article est partiellement ou en totalité issu de l’article de Wikipédia en anglais intitulé « Joseph Lancaster » (voir la liste des auteurs).